# 영복, 사치코
《영복, 사치코 》는 2024년 11월 26일에 방영 예정인 《KBS 드라마 스페셜 2024》 시리즈 번째 작품이다.

## 줄거리
한국전쟁 발발 1년 전, 한 명의 남편을 두고 쟁탈전을 벌인 한국인 처 영복과 일본인 처 사치코, 결코 가까워질 수 없는 두 여인의 치열하고 애틋한 동행기를 담은 드라마

## 등장 인물

### 주요 인물
- 강미나 : 구영복 역
- 최리 : 미나미 사치코 역
- 하준 : 임서림 역

### 주변 인물
- 백현주 : 이장댁 역
- 서은교 : 경자 역
- 조희봉 : 포목전 사장 역